# 山下勝利
山下 勝利（やました かつとし、1939年（昭和14年）- ）は、日本のジャーナリスト、ルポライター、不倫評論家。

## 来歴・人物
東京生まれ。早稲田大学文学部演劇専修卒。
光文社『女性自身』編集部を経て1971年、朝日新聞社に入社。1999年5月まで『週刊朝日』記者、編集委員を務める。またBS朝日の報道番組キャスターも担った。
芸能人に関するルポを上梓していたが、『週刊朝日』に連載した不倫のルポルタージュが好評で、「不倫評論家」を名乗り、恋愛小説など執筆多数。テレビドラマ化された作品も多い。

## 著書
- 『芸バカ列伝』朝日ソノラマ、1981年。のち旺文社文庫。
- 『今を盛りのいい女列伝 30代色香研究』アシーネ、1983年。 のち旺文社文庫。
- 『早過ぎる自叙伝 25人のまぶしい女たち』アシーネ、1984年。
- 『サヨウナラあなた 現代の離婚』朝日新聞社、1984年。のち旺文社文庫。
- 『ハナ肇とクレージーキャッツ物語』朝日新聞社、1985年。
- 『帰っていいのよ、今夜も 新・愛人時代』朝日新聞社、1987年。のち文庫。
- 『いまさら、初恋』朝日新聞社、1988年。のち新潮文庫。
- 『シングル・アゲイン』朝日新聞社、1989年。
- 『カードの欠けた家族合わせ』朝日新聞社、1991年。のち光文社文庫。
- 『彼女と僕の12の物語』PHP研究所、1991年。のち文庫。
- 『あなたの背中に嘘が見えます 後悔しない女の恋物語』大和出版、1992年。『不倫ゲーム』と改題、光文社文庫。
- 『ときめきありますか』山手書房新社、1993年。
- 『ふたたびいい女列伝』朝日ソノラマ、1995年。
- 『別れましょうか、私たち 妻たちの離婚』朝日新聞社、1999年。
- 『男の背中』河出書房新社、1999年。
- 『されど男と女 人生のロスタイムを迎えたあなたに』河出書房新社、2001年。
- 『踊りませんか、ラストダンスを』河出書房新社、2003年。

### 共著
- 岩川隆、山本祥一朗共著『別れ方の研究』フォー・ユー、1997年。